# Orimarga (Orimarga) bahiana
Orimarga (Orimarga) bahiana is een tweevleugelige uit de familie steltmuggen (Limoniidae). De soort komt voor in het Neotropisch gebied.